# Servando Cabrera Moreno
Pour les articles homonymes, voir Cabrera et Moreno.
Servando Cabrera Moreno, né à La Havane le 28 mai 1923 et mort dans la même ville le 30 septembre 1981, est un peintre cubain.
Plusieurs de ses œuvres, dont Milicias campesinas (1961) et Homenaje a la soledad (1970), se trouvent au Musée national des beaux-arts de Cuba.